# Де Паула Каррейро, Патрик
Патрик де Паула Каррейро (порт. Patrick de Paula Carreiro; 8 сентября 1999, Рио-де-Жанейро) — бразильский футболист, полузащитник клуба «Ботафого».

## Биография
Уроженец Рио-де-Жанейро, с 2017 года Патрик выступал за футбольную академию клуба «Палмейрас». В ноябре 2019 года был переведён в первую команду «Палмейраса». 26 января 2020 года дебютировал в основном составе «Палмейраса», выйдя на замену Габриэлу Менино в матче Лиги Паулиста против «Сан-Паулу». 13 августа 2020 года дебютировал в бразильской Серии A в матче против «Флуминенсе».
В розыгрыше Кубка Либертадорес 2020 провёл шесть матчей и отметился одним голом. Помог «Палмейрасу» стать победителем турнира. В победном розыгрыше этого турнира 2021 года сыграл в 10 матчах и забил три гола.
В апреле 2022 года перешёл в «Ботафого».

## Достижения
Командные
- Чемпион штата Сан-Паулу (2): 2020[7], 2022
- Чемпион Кубка Бразилии (1): 2020
- Обладатель Кубка Либертадорес (2): 2020, 2021
- Обладатель Рекопы Южной Америки (1): 2022 (не играл)

Личные
- Член «команды года» в Лиге Паулисте: 2020[7]
- Молодой игрок сезона в Лиге Паулисте: 2020[7]